# Peștera din Piatra Ponorului
Peștera din Piatra Ponorului (monument al naturii cunoscut și sub denumirea de Peștera Piatra Altarului) este o arie protejată de interes național ce corespunde categoriei a III-a IUCN (rezervație naturală de tip speologic), situată în județul Cluj, pe teritoriul administrativ al comunei Mărgău.

## Localizare
Aria naturală  se află în Munții Vlădeasa, în extremitatea vestică a județului Cluj aproape de limita teritorială cu județul Bihor, pe teritoriul sud-vestic al satului Răchițele (în bazinul superior al Someșului Cald), în versantul drept al Văii Ponorului'. 

## Descriere
Rezervația naturală declarată arie protejată prin Legea Nr. 5 din 6 martie 2000 publicată în Monitorul Oficial al României Nr. 152 din 12 aprilie 2000 (privind aprobarea planului de amenajare a teritoriului național - Secțiunea a III-a -  arii protejate) se întinde pe o suprafață de 2 hectare și este inclusă în Parcul Natural Apuseni. Aceasta se suprapune ariei de protecție specială avifaunistică - Munții Apuseni - Vlădeasa.
Aria protejată reprezintă o peșteră (cavernă de interes științific) aflată în versantul drept al Văii Ponorului desfășurată pe patru nivele (un nivel activ, unul semiactiv și două fosile), cu mai multe galerii ce prezintă o varietate de forme concreționare (speleoteme calcitice) și scurgeri parietale, astfel:
- Galeria „Palatul”, încăpere înaltă de aproximativ 30 m, a cărei formă aduce cu cea a unei catedrale gotice. Aici se întâlnesc curgeri de calcit și domuri înalte.
- Galeria „Paradisul” este ca un rezumat al peșterii, ce se termină brusc, cu un pârău de mondmilch și abundă in formațiuni, coloane, discuri, macrocristalele de calcit, buzdugani, nuferi, cristalele scheletice de calcit, în forma de triunghiuri excavate, stalagmitele monocristal, coloanele tip palmier, draperii, coralite, perle de peșteră;
- Galeria „Geoda” unde se petrece un fenomen destul de rar și remarcabil, și anume transformarea apei supramineralizate în cristale perfecte de calcit, acoperind toată încăperea;
- Galeria „Altarul” sau „Cimitirul Urșilor”, unde există sub stratul gros de calcit cranii de urși tineri de cavernă.

## Atracții turistice
În vecinătatea rezervației naturale se află mai multe obiective de interes turistic (lăcașuri de cult, monumente istorice, arii protejate, zone naturale), astfel:

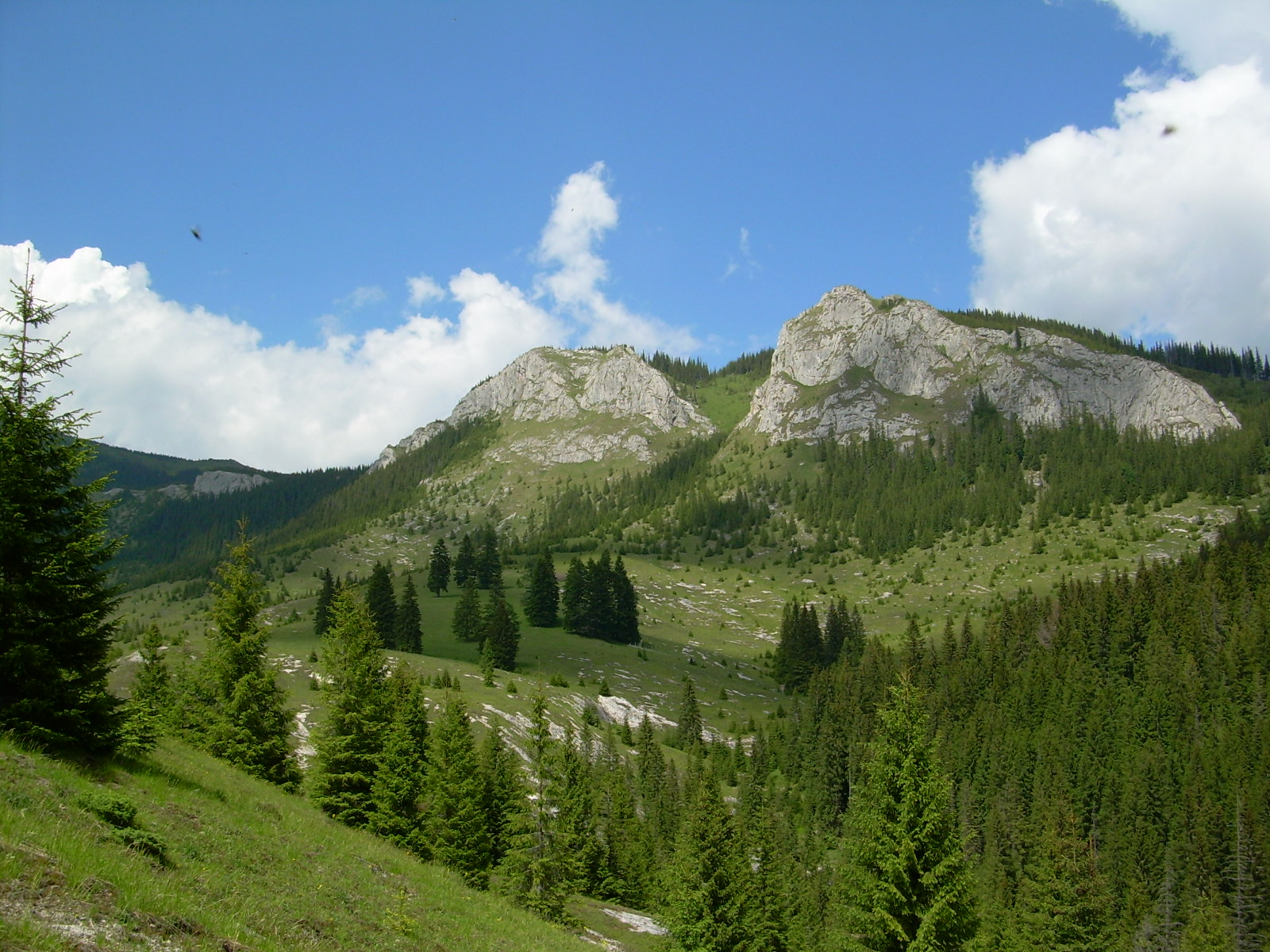
Pietrele Albe (Munţii Vlădeasa)

- Biserica „Sfinții Arhangheli Mihail și Gavriil", construcție 1804, monument istoric
- Biserica de lemn din Răchițele, construcție 1911
- Peștera Vârfurașu (1 ha)
- Peștera Mare de pe Valea Firei (2 ha)
- Pietrele Albe (zonă peisagistică protejată)
- Cheile Văii Stanciului și Cascada Răchițele (zone peisagistice)